# Попи (мачка)
Попи (енгл. Poppy; фебруар 1990 — 6. јун 2014) била је најстарија жива мачка на свету чија је старост потврђена од стране Гинисове књиге рекорда.

## Биографија
Рођена је у фебруару 1990 и уписана је у Гинисову књигу рекорда у мају 2014. године. У тренутку њене смрти њена власница Џеки Вест (рођена 1971) каже да је породица била утучена због њене смрти. Попи, која је живела у Великој Британији, некада се звала Попс и променила је два власника. У петој години ју је усвојила Маргарит Корнер и њена ћерка Џеки. У десетој је прешла да живи са Џеки и њеним будућим мужем. Најстарија мачка угинула је два дана пре него што је умро најстарији мушкарац на свету Александер Имич. Умрла је у доби од 24 године.